# Sainte-Anne-des-Plaines
Sainte-Anne-des-Plaines – miasto w Kanadzie, w prowincji Quebec.